# Emil Schäfer

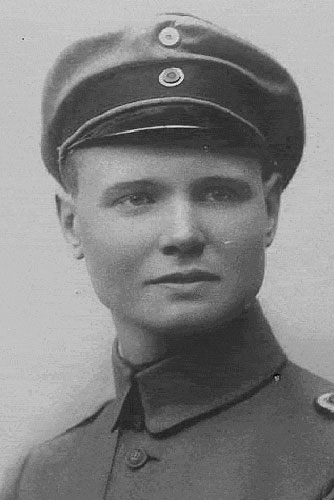
Leutnant Emil Schäfer 1917

Karl Emil Schäfer (* 17. Dezember 1891 in Krefeld; † 5. Juni 1917 bei Ypern/Belgien) war Kampfpilot im Ersten Weltkrieg.

## Leben
Emil Schäfer wurde am 17. Dezember 1891 in Krefeld geboren. Nach dem Besuch des Realgymnasiums in Krefeld leistete er seinen Dienst als Einjährig-Freiwilliger beim Jäger-Regiment zu Pferde Nr. 10. Beim Beginn des Ersten Weltkrieges befand sich Schäfer zum Studium in Paris, konnte aber noch nach Deutschland zurückkehren und trat beim Reserve-Jäger-Bataillon 7 in Bückeburg ein.
Im September 1914 bekam er das Eiserne Kreuz II. Klasse und wurde zum Vizefeldwebel befördert, bevor er wegen einer schweren Verwundung sechs Monate ausfiel. Im Mai 1915 nahm er seinen Dienst erneut auf und bewarb sich bei der Fliegertruppe. Er wurde bei der Fliegertruppe angenommen, erwarb eine Fluglizenz und wurde am 30. Juli 1916 zur Kampfgruppe 2, Staffel 8 an die Ostfront versetzt. Nach der Verlegung an die Westfront im Januar 1917 konnte Schäfer dort seinen ersten Abschuss erzielen, nun in der Jasta 11 der Kampfgruppe 3.
Am 21. Februar 1917 kam er zu Manfred von Richthofens Jasta 11. In kurzer Zeit erzielte er 22 Abschüsse und erhielt am 26. April das Kommando über die Jasta 28 und am gleichen Tag den Pour le Mérite und das Ritterkreuz des Königlichen Hausordens von Hohenzollern mit Schwertern. Schäfer wurde später auch mit dem Eisernen Kreuz I. Klasse und dem bayerischen Militärverdienstorden IV. Klasse mit Schwertern ausgezeichnet.
Nach seinem 30. Sieg starb Schäfer im Kampf am 5. Juni 1917. Um 16:05 Uhr wurde seine Albatros D.III während eines Gefechts gegen FE2d Jäger der 20. Squadron des Royal Flying Corps vermutlich durch die Piloten Lieutenant Harold Satchell und Lieutenant Thomas Lewis über der belgischen Stadt Ypern in Brand geschossen. Schäfers Maschine explodierte und verlor die Tragflächen. Augenzeugen berichteten, dass von der oberen rechten Tragfläche nur das Leitwerk gefunden wurde. Die linke Tragfläche wurde in der Nähe von Zandvoorde südöstlich von Ypern gefunden. In der Nacht fand man auch die Leiche Emil Schäfers und brachte sie zunächst nach Lille. Eine Obduktion ergab, dass nahezu jeder Knochen in seinem Körper gebrochen war, sein Schädel war zerschmettert und sein Herz zerrissen. Es wurden jedoch keine Schussverletzungen festgestellt. Schäfer starb durch den Aufprall beim Absturz seiner Maschine. Sein Leichnam wurde in die Heimat nach Krefeld überführt und dort auf dem Hauptfriedhof bestattet. Das Grab existiert dort noch heute.

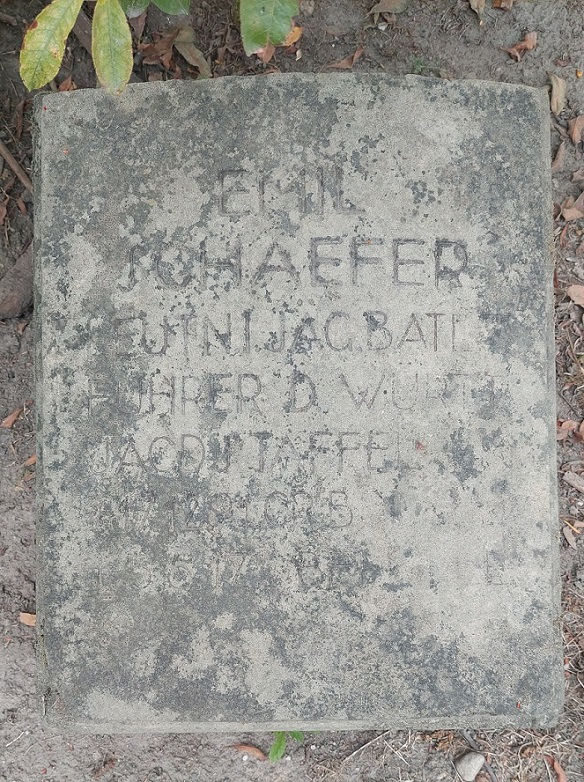
Grabstein Schäfers auf dem Krefelder Hauptfriedhof

Die Kaserne der Bundeswehr mit Flugplatz in Achum bei Bückeburg, auf dem sich heute das Internationale Hubschrauberausbildungszentrum (ehemals Heeresfliegerwaffenschule) befindet, wurde 1961, nach der Übergabe des Flugplatzes durch die Briten an die Bundeswehr, nach ihm benannt. Zu seinem 20. Todestag wurde eine Gedenktafel an seinem Geburtshaus an der Uerdinger Straße 231 angebracht. Das Haus und die Gedenktafel existieren bis heute. Die Stadt Krefeld hat eine Straße in der unmittelbaren Nähe des ehemaligen Flugplatzes von Krefeld, im heutigen Stadtteil Bockum, nach Emil Schäfer benannt.
Im Deutschen Technikmuseum Berlin ist er mit einem Lebenslauf in der Ausstellung zur Luftfahrttechnik vertreten.

## Publikation
- Vom Jäger zum Flieger. Tagebuchblätter und Briefe. Scherl, Berlin 1918 (Digitalisat).